# Coco Lee
Coco Lee (chiń. upr. 李玟;, ur. 17 stycznia 1975 w Hongkongu, zm. 5 lipca 2023 tamże) – hongkońska piosenkarka, aktorka i tancerka.

## Kariera
Jej kariera rozpoczęła się w Hongkongu, a później rozszerzyła się na Tajwan i na arenę międzynarodową. Lee wydała 18 albumów studyjnych, dwa albumy koncertowe i pięć albumów kompilacyjnych, w tym jej pierwszy anglojęzyczny album Just No Other Way.
Jej singiel „Do You Want My Love” zyskał międzynarodową uwagę, wchodząc do pierwszej pięćdziesiątki listy US Billboard Dance i Australian Singles Chart. Lee wykonała „A Love Before Time” z filmu Przyczajony tygrys, ukryty smok na 73. ceremonii rozdania Oscarów, stając się pierwszą Amerykanką pochodzenia chińskiego, która wystąpiła na ceremonii rozdania Oscarów. Lee była także pierwszą chińską ambasadorką marki Chanel.

## Problemy zdrowotne i śmierć
Coco Lee urodziła się z wadą lewej nogi. W wieku dwóch lat przeszła operację, która nie rozwiązała problemu, przez co przez większość życia bardziej polegała na prawej nodze. W dniu 8 marca 2023 roku ujawniła swoim fanom w mediach społecznościowych, że przeszła operację miednicy i uda w Hongkongu po kontuzji nogi podczas próby tanecznej w październiku 2022 roku. Udostępniła filmy, na których uczy się ponownie chodzić z pomocą chodzika i pielęgniarki.
W dniu 2 lipca 2023 roku Lee próbowała popełnić samobójstwo i została przyjęta do Queen Mary Hospital w stanie nieprzytomności. Zmarła w szpitalu trzy dni później, 5 lipca 2023 roku, w wieku 48 lat. Jej siostra, Nancy, ujawniła, że jej pogrzeb zostanie przesunięty co najmniej do sierpnia, w oczekiwaniu na sekcję zwłok.